# Заячий переулок
За́ячий переу́лок — переулок в Центральном районе Санкт-Петербурга. Проходит от Суворовского проспекта до Дегтярного переулка.

## История
Первоначально носил имя Глухой переулок. Название известно с 1835 года. Связано с тем, что переулок вёл от Суворовского проспекта в тупик (примерно до середины нынешнего переулка).
Современное название дано 16 апреля 1887 года. По легенде, сначала предполагалось назвать переулок Слоновым по Слоновой улице, но на обсуждении в Городской думе решили, что переулок слишком маленький для такого названия.
В 1890—1920-х годах — Заячья улица. Заячьим переулком в это время назывался проезд, перпендикулярный Заячьей улице, с обеих сторон заканчивавшийся тупиками. Северная часть переулка существует и поныне.
6 февраля 1905 года продлён до Дегтярного переулка.

## Транспорт
Ближайшая станция метро — «Чернышевская».